# 運輸學系
運輸學系，為大學院校中的科系之一，主要研究的學門為運輸學、作業研究（Operation Research）、運輸工程、供應鍊管理、肇事鑑定、交通法規與基礎的統計與會計等，因應學科領域的轉變，各校系走向皆有不同，有的如偏向運輸、電信、工程、管理、法規、物流等。

## 相關科系

### 中華民國

#### 大學
- 中央警察大學 - 交通學系
- 國立交通大學 - 運輸與物流管理學系
- 國立成功大學 - 交通管理科學系
- 國立臺灣海洋大學 - 航運管理學系
- 國立臺灣海洋大學 - 運輸科學系
- 逢甲大學 - 運輸與物流學系
- 中華大學 - 企業管理學系智慧運輸與物流組
- 長榮大學 - 航運管理學系
- 真理大學 - 航空服務管理學系
- 淡江大學 - 運輸管理學系
- 開南大學 - 物流與航運管理學系
- 開南大學 - 空運管理學系
- 開南大學 - 交通運輸學系

#### 技專院校
- 國立高雄科技大學 - 運籌管理系
- 國立高雄科技大學 - 航運管理學系、航運技術系
- 國立高雄餐旅大學 - 航空暨運輸服務管理系
- 國立澎湖科技大學 - 航運管理系
- 中華科技大學 - 航空服務管理系
- 台北海洋科技大學 - 海空物流與行銷系
- 醒吾科技大學 - 行銷與流通管理系

#### 相關研究所
- 中央警察大學 - 交通學系碩士班
- 國立臺灣大學 - 土木工程學系碩士班-交通工程組
- 國立成功大學 - 交通管理科學系碩士班-甲、乙、丙組
- 國立交通大學 - 交通運輸研究所（碩士班、博士班），已併入運輸科技與物流管理學系（設碩博士班）
- 國立東華大學 - 運籌管理研究所（碩士班）、企業管理研究所-運籌管理組（博士班）
- 國立中央大學 - 土木工程學系碩士班-運輸工程組
- 國立高雄科技大學 - 運籌管理學系（學士班、碩士班）
- 國立暨南國際大學 - 土木工程學系碩士班-環境與管理組（含運工）
- 國立臺灣海洋大學 - 航運管理學系（碩專班、碩士班、博士班）、運輸科學系碩士班
- 中原大學 - 土木工程學系碩士班-運輸組
- 中華大學 - 運輸科技與物流管理學系（碩士班、博士班）
- 中華科技大學 - 航空服務管理系碩士班
- 醒吾科技大學 - 行銷與流通管理系碩士班（碩專班）
- 長榮大學 - 航運管理學系碩士班
- 淡江大學 - 運輸管理學系碩士班
- 逢甲大學 - 運輸與物流學系碩士班
- 開南大學 - 物流與航運管理學系（碩士班、碩專班）
- 開南大學 - 空運管理學系碩士班（碩士班、碩專班）
- 台北海洋科技大學 - 海空物流與行銷系碩士班

### 日本

#### 大學
- 日本大學 - 社會交通工學科